# Jenny Holmåsen
Jenny Paulina Holmåsen, född 18 november 1889 i Villstads socken, död 11 maj 1976 i Vaksala församling, var en svensk missionär.
Jenny Holmåsen var dotter hemmansägaren Peter Alfred Svensson. Efter genomgång av Falu folkskoleseminarium 1907–1911 var hon 1911–1919 lärarinna vid Falu småskoleseminarium, därefter i Indien vid Tanjore flickskola och gymnasium, vars föreståndarinna hon var 1923–1929. Efter återkomsten till Sverige 1929 propagerade Holmåsen för missionen som resetalare och författare av delvis romantiserade skildringar från missionsfältet, till exempel I en indisk örtagård (1929). Hon utgav även andaktsböcker och diktsamlingar.